# 钠层

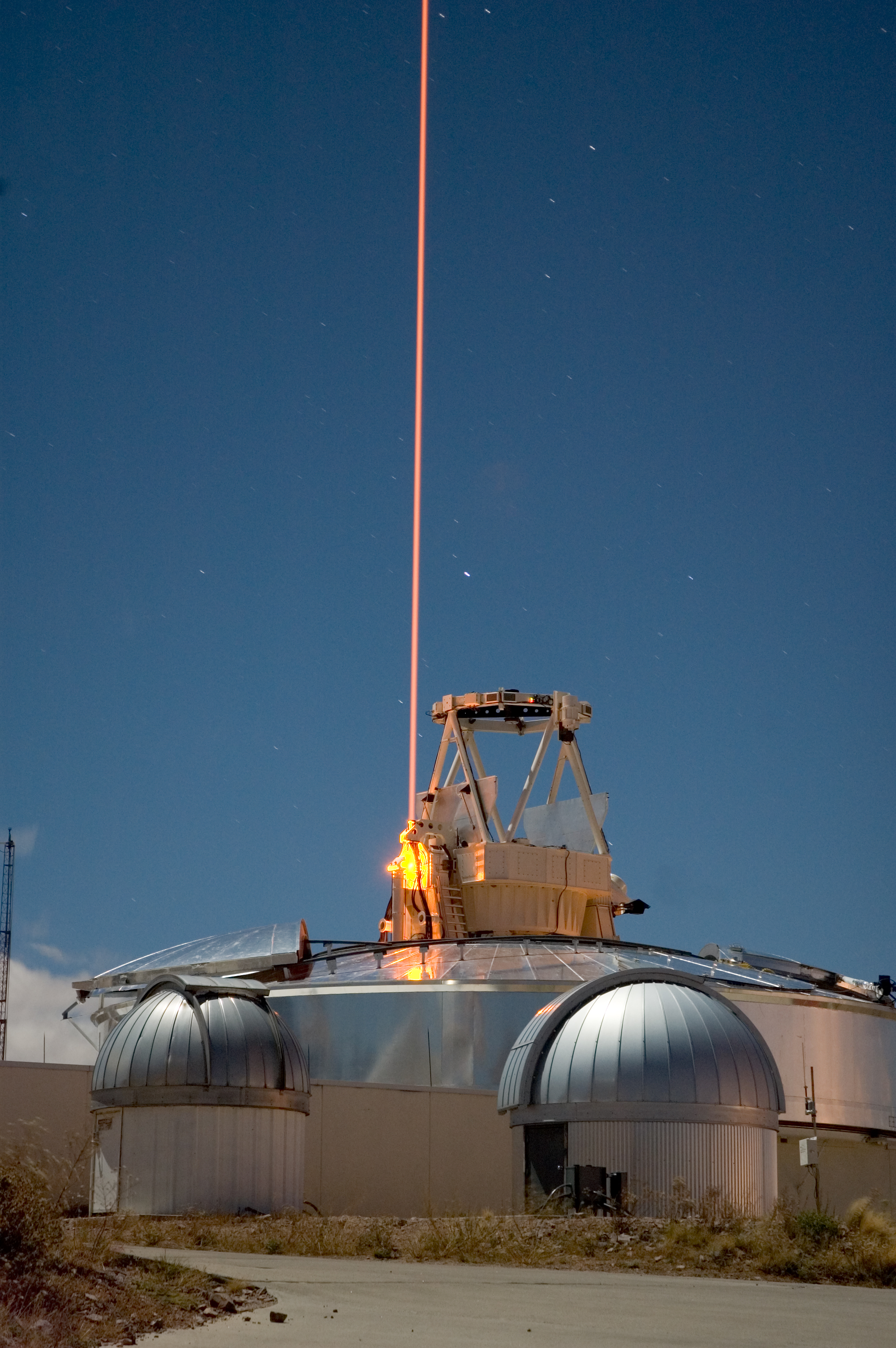
FASOR装置，全称为光学雷达增频源（Frequency
Addition Source of Optical Radiation），该设备配备两个单模激光，发射波长分别为1.064和1.319微米。在Starfire Optical Range的 LIDAR （激光雷达）中调整为发射钠D谱线激光用于激发上层大气的钠原子而产生激光导引星。

钠层是指地球大气中间层中，含有一些非电离化的游离钠原子的气层。这个气层的海拔一般在80–105千米 (50–65 英里)左右，厚度约为5千米(3.1英里)。低于钠层的大气中所含的钠一般以化合物如氧化钠形态存在，而高于钠层的大气中的钠原子一般处于电离态。
钠层的钠原子柱密度随季节变化而变化，其平均柱密度约为40亿钠原子/平方厘米。
在钠层中的钠原子通常处于激发态并释放少量波长为589纳米的电磁波，该波段在光谱中处于黄色区域，其谱线一般称作“钠D谱线”。该电磁波辐射形成了大气夜辉发光现象。
天文学家发现钠层可以在某些条件下用作在上层大气层产生人工激光导引星。地面光学望远镜以该引导星为依据使用调适光学技术来修正大气扰动，从而使地面光学望远镜性能接近其理论极限。
钠层由美国天文学家维斯托·斯里弗在1929年首次发现，在1939年英国-美国地理学家西德尼·查普曼提出循环反应理论来解释了大气夜辉现象。